# Речицкое педагогическое училище
Речицкое педагогическое училище — учебное заведение, располагавшееся в г. Речице с 1930 по 1957 год и занимавшееся подготовкой учителей для начальных классов средних школ. Впоследствии было восстановлено в виде Речицкого педагогического колледжа.
Было образовано в 1930 году на базе существовавшего в начале XX века в Речице реального училища. Через несколько лет училище переехало в здание, расположенное на ул. Советской, являвшееся на тот момент самым высоким зданием города.
18 ноября 1943 года на здании педучилища красноармейцем А. Морозовым был вывешен красный флаг, что символизировало освобождение города от немецко-фашистских захватчиков.
По состоянию на 1951 год, на 1-й курс осуществлялся набор 3 групп по 35 человек.
В 1957 году училище было расформировано, а учащихся перевели в аналогичное учебное заведение, расположенное в г. Гомеле. В то же время педагогическое училище было открыто в г. Лоеве.

В 1991 году педагогическое училище восстановило свою деятельность на базе технического училища № 86. Здесь готовили учителей белорусского языка и литературы, преимущественно для районов, пострадавших от Чернобыльской катастрофы. Первый набор учащихся составил 120 человек. С 1993 года получило статус колледжа.